# 全音楽譜出版社
株式会社全音楽譜出版社（ぜんおんがくふしゅっぱんしゃ、英名：Zen-On Music Company Limited）は、音楽関連の事業を展開する日本の企業である。主な事業は、楽譜や音楽関連の書籍の出版、および楽器や関連小物の製造販売、音楽教育など。

## 概要
1931年に創業。本社は東京都新宿区。
全音楽譜出版社の楽譜は、音楽之友社のものと並んで日本では広く普及している。2004年より、オイレンブルク版スコアの日本版の販売も始めた。これは、従来のような、提携先の出版社の版型をそのまま流用したライセンス出版ではなく、日本独自の校訂版であり、解説の充実と共に注目されるべき良質のプロダクションである。
また、古くからソヴィエトの出版社と提携関係にあるシコルスキー社と関係し、ロシア＝ソヴィエト音楽のスコアを多数発売している。例えばショスタコーヴィチの交響曲第10番は、日本初演直後の昭和30年代にはすでに日本で出版しており、1990年代当初よりショスタコーヴィチの作品全集のライセンス販売を積極的に行ってきた。近年は、プロコフィエフやハチャトゥリアンの交響曲や協奏曲のスコアのラインナップも充実してきており、2006年12月には長く待たれていたハチャトゥリアンの交響曲第3番「祝典詩曲」の出版を成し遂げた。
また、日本の作曲家の作品の出版にも積極的で、芥川也寸志や伊福部昭を始め、西村朗や池辺晋一郎から新実徳英、酒井健治といった現役の作曲家の作品まで、幅広くラインナップに含んでいる。
楽器事業では、音楽教育向けのリコーダーや鍵盤ハーモニカ「旧ブランド・ピアニー」、打楽器などを製造販売しているほか、モラレスブランドとしてギターも製造し、エレキブームの際にはモズライト・ギターのコピーモデルが人気を博している。楽器事業としては後発だったため、販売開始当初クラシック音楽家の肖像画を描いたカレンダーを作成し楽器を購入した学校におまけとして配布したところ好評を博し、学校の音楽室に肖像画が掲げられるようになる。後に文部省（現・文部科学省）が1967年（昭和42年）に「教材基準」を整備するにあたって音楽家の肖像画を含めるようになり、商品として「世界大音楽家肖像画集」が扱われるようになっている。
2014年3月、株式会社全音楽譜出版社の発行済株式の全部を株式会社河合楽器製作所が取得、完全子会社化した。2017年には親会社の河合楽器製作所の出版部門「カワイ出版」をブランドごと譲り受けた。